# Distrito de Pfaffenhofen
Pfaffenhofen es uno de los 71 distritos en que está dividido administrativamente el Estado federado alemán de Baviera.

## Ciudades y municipalidades
Ciudades
1. Geisenfeld
2. Pfaffenhofen an der Ilm
3. Vohburg

Municipalidades
1. Baar-Ebenhausen
2. Ernsgaden
3. Gerolsbach
4. Hettenshausen
5. Hohenwart
6. Ilmmünster
7. Jetzendorf
8. Manching
9. Münchsmünster
10. Pörnbach
11. Reichertshausen
12. Reichertshofen
13. Rohrbach
14. Scheyern
15. Schweitenkirchen
16. Wolnzach